# 波尔卡罗
波尔卡罗（法語：Porcaro，法語發音：[pɔʁkaʁo]）是法国莫尔比昂省的一个市镇，位于该省东部偏北，属于瓦讷区。

## 地理
波尔卡罗（47°54'35"N, 2°11'55"W）面积15.73 平方千米，位于法国布列塔尼大區莫尔比昂省，该省份为法国西北部沿海省份，位于布列塔尼半岛南部，北起阿摩尔滨海省、西接菲尼斯泰尔省，南濒大西洋，东南接大西洋卢瓦尔省，东临伊勒-维莱讷省。
与波尔卡罗接壤的市镇（或旧市镇、城区）包括：贝尼翁、盖尔、蒙特讷夫、欧冈、康佩内阿克。

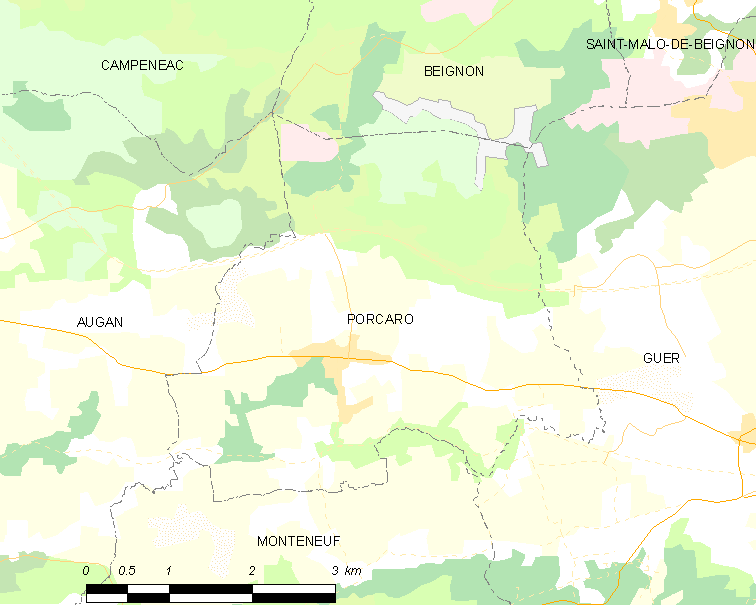
波尔卡罗的OSM定位图

波尔卡罗的时区为UTC+01:00、UTC+02:00（夏令时）。

## 行政
波尔卡罗的邮政编码为56380，INSEE市镇编码为56180。

## 政治
波尔卡罗所属的省级选区为盖尔县。

## 人口

1962-2008年间波尔卡罗人口变化图示

波尔卡罗于2022年1月1日时的人口数量为749人。